# Виконт Соулбери

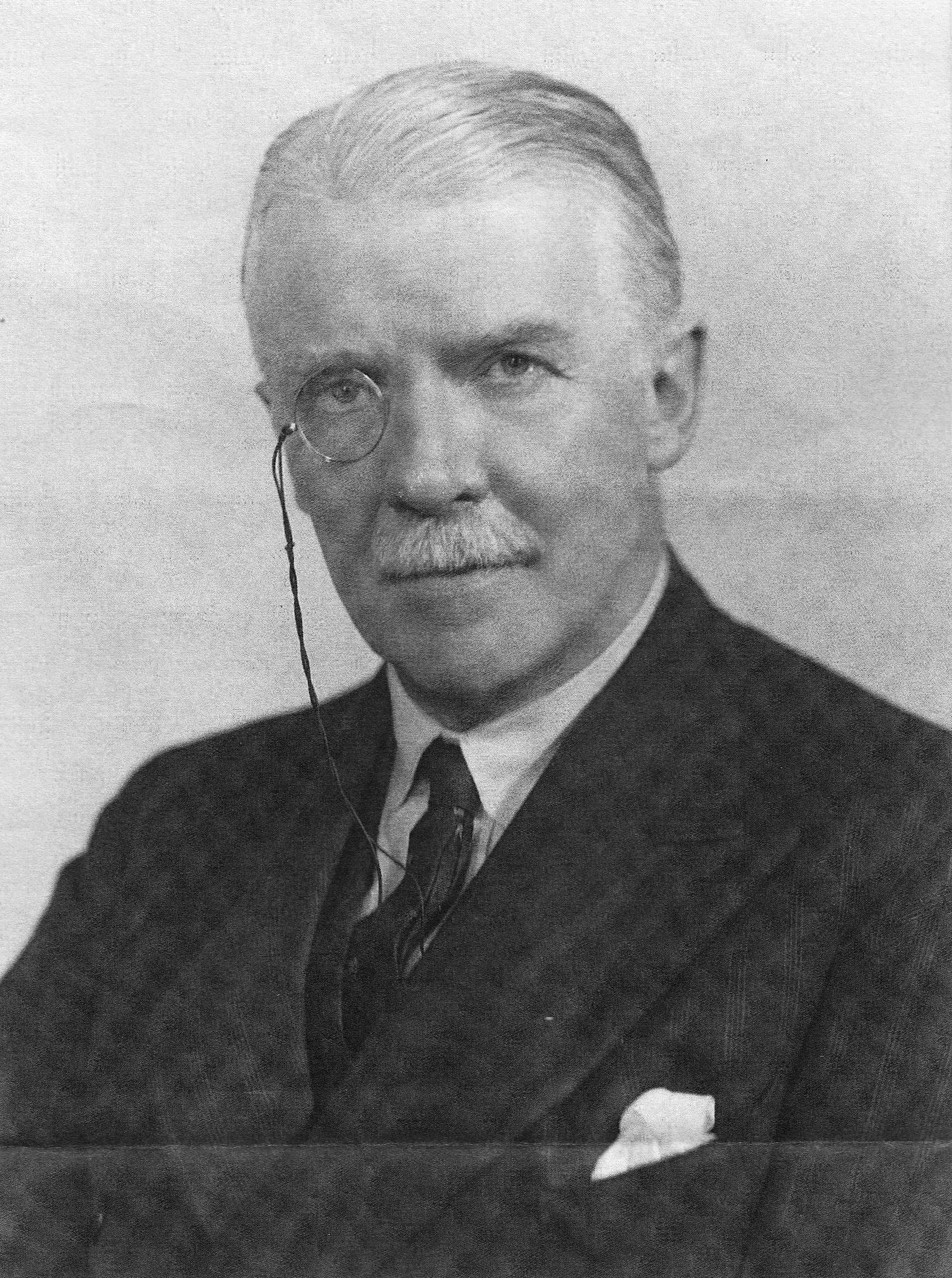
Хервалд Рамсботем,
1-й виконт Соулбери

Виконт Соулбери (англ. Viscount Soulbury) из Соулбери, в графстве Бакингемшир — аристократический титул в пэрстве Соединённого королевства. Титул был создан в 1954 году для консервативного политика Хервалда Рамсботема, 1-го барона Соулбери, в конце своего пребывания на посту генерал-губернатора Цейлона. Он был сыном Хервалда, сына Джеймса и брата преподобного Александра Рамсботемов. Он уже был создан бароном Соулбери из Соулбери, в графстве Бакингемшир, в 1941 году, также в пэрстве Соединённого королевства. Ему наследовал его старший сын, Джеймс, второй виконт, который прожил большую часть своей жизни в Шри-Ланке. Второму виконту наследовал его младший брат, третий виконт, более известный как сэр Питер Рамсботем, который был выдающимся дипломатом и, в частности, служил послом Великобритании в Соединённых Штатах Америки с 1974 года по 1977 год. По состоянию на 2024 год титул держит сын последнего, четвёртый виконт, который наследовал отцу в 2010 году.

## Виконты Соулбери (1954)
- Хервалд Рамсботем, 1-й виконт Соулбери (1887-1971);
- Джеймс Хервалд Рамсботем, 2-й виконт Соулбери (1915-2004);
- Питер Эдуард Рамсботем, 3-й виконт Соулбери (1919-2010) — он не использовал титул;
- профессор Оливер Питер Рамсботем, 4-й виконт Соулбери (род. 1943) — он не использует титул;

Наследник: достопочтенный (Эдуард) Хервалд Рамсботем (род. 1966), сын 3-го виконта.